# Hapoel Kazrin/Galil Elion
El Hapoel Kazrin/Galil Elyon es un equipo de baloncesto israelí que compite en la National League, la segunda división del país. Tiene su sede en la ciudad de Katzrin.

## Posiciones en Liga
- 2008 - (11-Artzit)
- 2011 - (D4)
- 2012 - (2-Artzit)
- 2013 - (8-Nat)
- 2014 - (3-Nat)
- 2015 - (7-Nat)

## Palmarés
- Artzit League:
  - Subcampeón Grupo Norte (1): 2011-12

## Jugadores destacados
| - Omer Tal - Coty Clarke - Ramon Dyer - Erik Etherly - Mike James (baloncestista nacido en 1990) - Gary Johnson - Germain Jordan - David Loubeau | - Danny Rubin - Lawrence Westbrook - Aner Levron - Daniel Tamir - Anton Kazarnovski - Flynn Clayman - Willy Workman - Devon Collier |